# Matteo Greuter

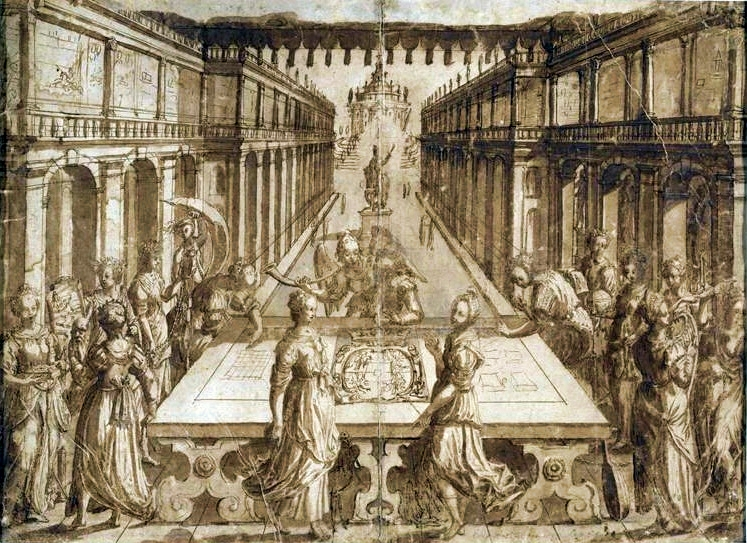
As Sete Artes Liberais, gravura de Greuter

Matthaeus Greuter (1564–1638), conhecido em italiano como Matteo Greuter, foi um gravurista alemão que trabalhou em Roma. É conhecido pelas suas impressões cartográficas.
Natural de Estrasburgo, Greuter trabalhou na França, em Avignon e Lyon. Aparentemente para escapar à "forte pressão intelectual e comercial da publicação cartográfica holandesa", em 1606, foi para Roma, onde produziu obras para o Cardeal Scipione Caffarelli-Borghese, Papa Paulo V, para a Accademia dei Lincei e Papa Urbano VIII. Criou as gravuras em cobre de manchas solares para as Cartas sobre manchas solares de Galileo e as ilustrações para a Rosa Ursina de Christoph Scheiner.